# Alexander IV av Imereti
Alexander IV av Imereti, död 1695, var en georgisk monark. Han var kung i kungariket Imereti mellan 1683 och 1695.